# Questembert
Questembert (bretonisch: Kistreberzh) ist eine französische Gemeinde mit 8081 Einwohnern (Stand 1. Januar 2022) im Département Morbihan in der Region Bretagne, ca. 21 Kilometer von Vannes entfernt. Sie gehört zum Arrondissement Vannes und zum Kantons.

## Lage
Questembert liegt im Südwesten des Départements Morbihan im Landesinneren, ca. 13 Kilometer von der Küste entfernt. Benachbarte Gemeinden sind (im Uhrzeigersinn): Noyal-Muzillac im Süden,  Berric, Sulniac und La Vraie-Croix im Westen, Larré, Molac  und Pluherlin im Norden, sowie Malansac und Limerzel im Osten.

## Geschichte
Im Jahr 888 fand auf dem Gemeindegebiet die Schlacht von Questembert statt, in der König Alain I. der Große zusammen mit dem Grafen von Rennes Judicael die Normannen besiegte.

### Bevölkerungsentwicklung
| Jahr      | 1962 | 1968 | 1975 | 1982 | 1990 | 1999 | 2007 | 2019 |
| Einwohner | 4068 | 4209 | 4661 | 4961 | 5076 | 5717 | 6720 | 7862 |

Quelle: INSEE

## Wirtschaft und Verkehr

### Wirtschaft
Ca. 5 % der Erwerbstätigen arbeiten in der Landwirtschaft. Weitere 20 % sind in der Industrie, sowie ca. 13 % im Baugewerbe beschäftigt. Ca. 38 % der Erwerbstätigen arbeiten im Dienstleistungssektor und die restlichen ca. 25 % in der öffentlichen Verwaltung inkl. Gesundheitswesen und sozialen Einrichtungen.
Die Wirtschaft Questemberts ist hauptsächlich durch Kleinbetriebe geprägt. Im Jahr 2009 hatten nur 9 Betriebe (oder: ca. 1,5 %) mehr als 50 Beschäftigte.  Weiterhin gehörten mehr als 50 % der ortsansässigen Betriebe dem Dienstleistungssektor an, sowie ca. 15 % dem Baugewerbe oder der Industrie.

### Verkehr
Questembert (genauer: der Ortsteil Bel-Air) liegt an der D 775, die von Vannes nach Redon führt.
Weiterhin führt die Bahnstrecke Savenay–Landerneau durch die Gemeinde Questembert. Der Bahnhof von Questembert befindet sich im Ortsteil Bel-Air. Hier halten die Züge der SNCF von Vannes nach Redon. Die ehemalige Bahnstrecke Questembert–Ploërmel dient seit 2002 als Radwanderweg.
Im Ortsteil Bel-Air liegt das derzeitige Südende des Fernradwegs von Saint-Malo zur Halbinsel Rhuys.

## Sehenswürdigkeiten
Die 56 m lange und circa 16 m breite Markthalle wurde im Jahr 1675 aus Eichenholz errichtet. Die Halle besteht aus einem einzigen Schiff mit 17 Querstreben. Der Vorläuferbau der Halle stammt aus dem Jahr 1552.

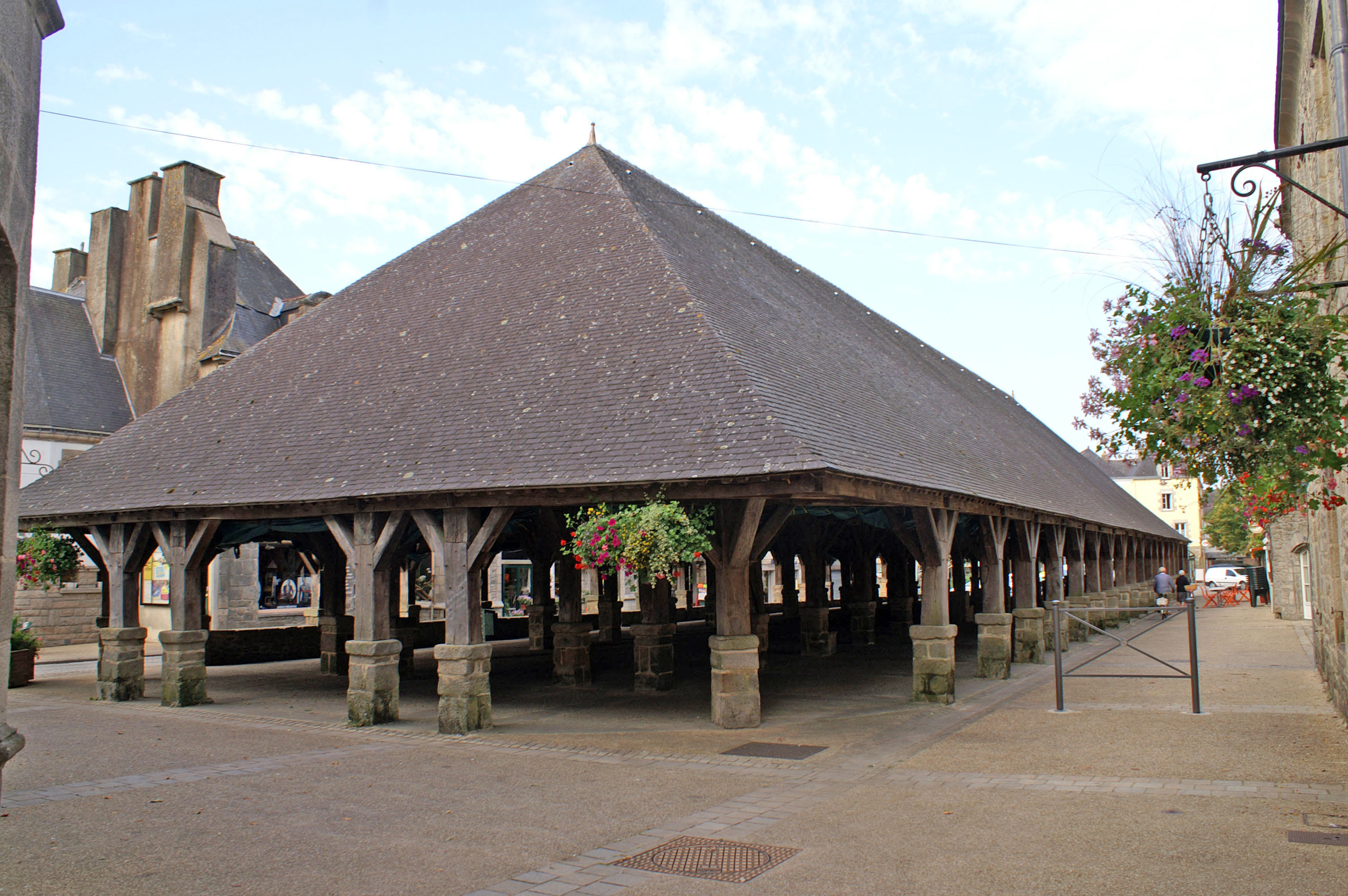
Die 1675 errichtete Markthalle
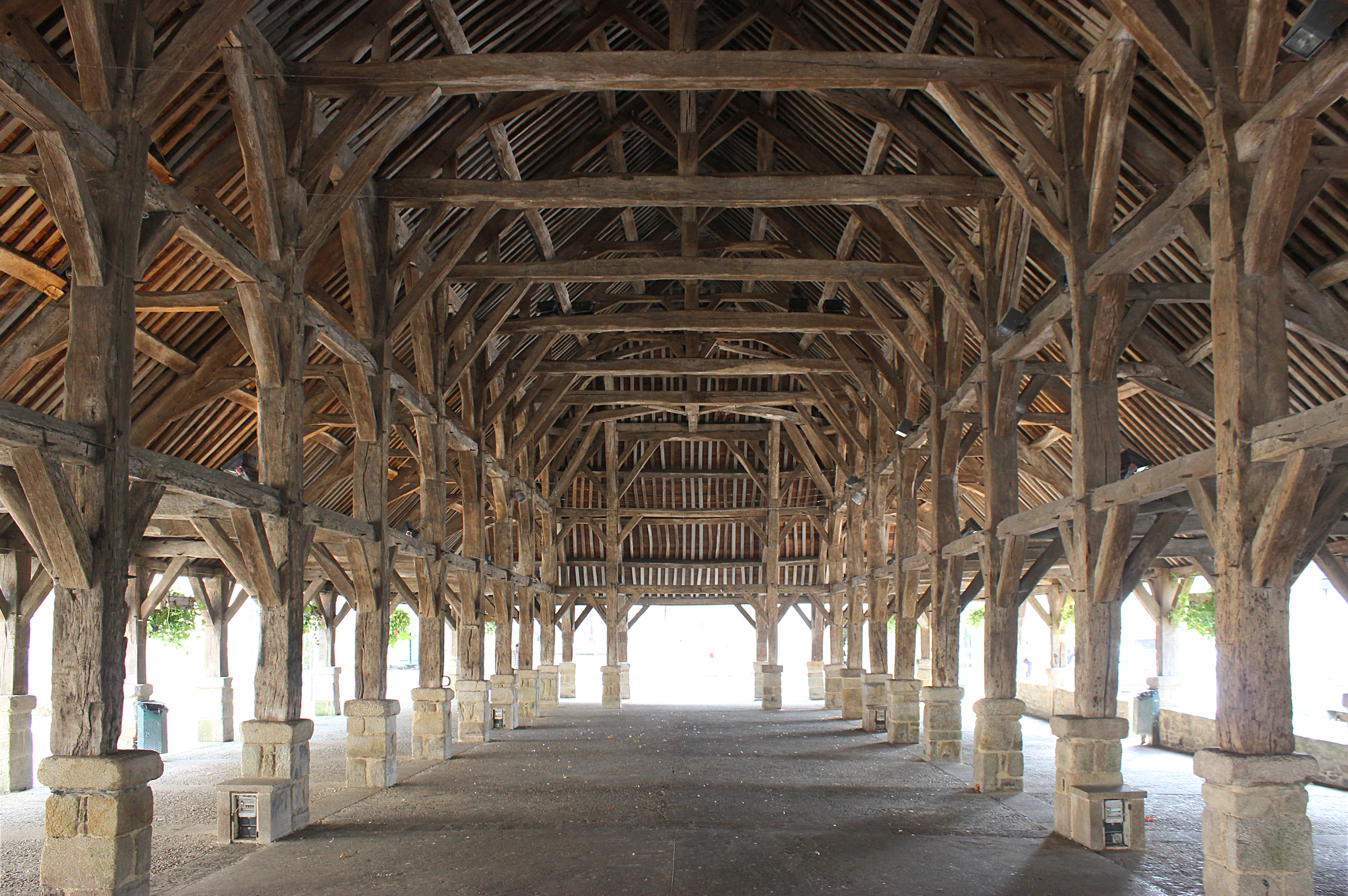
Innenansicht der Markthalle
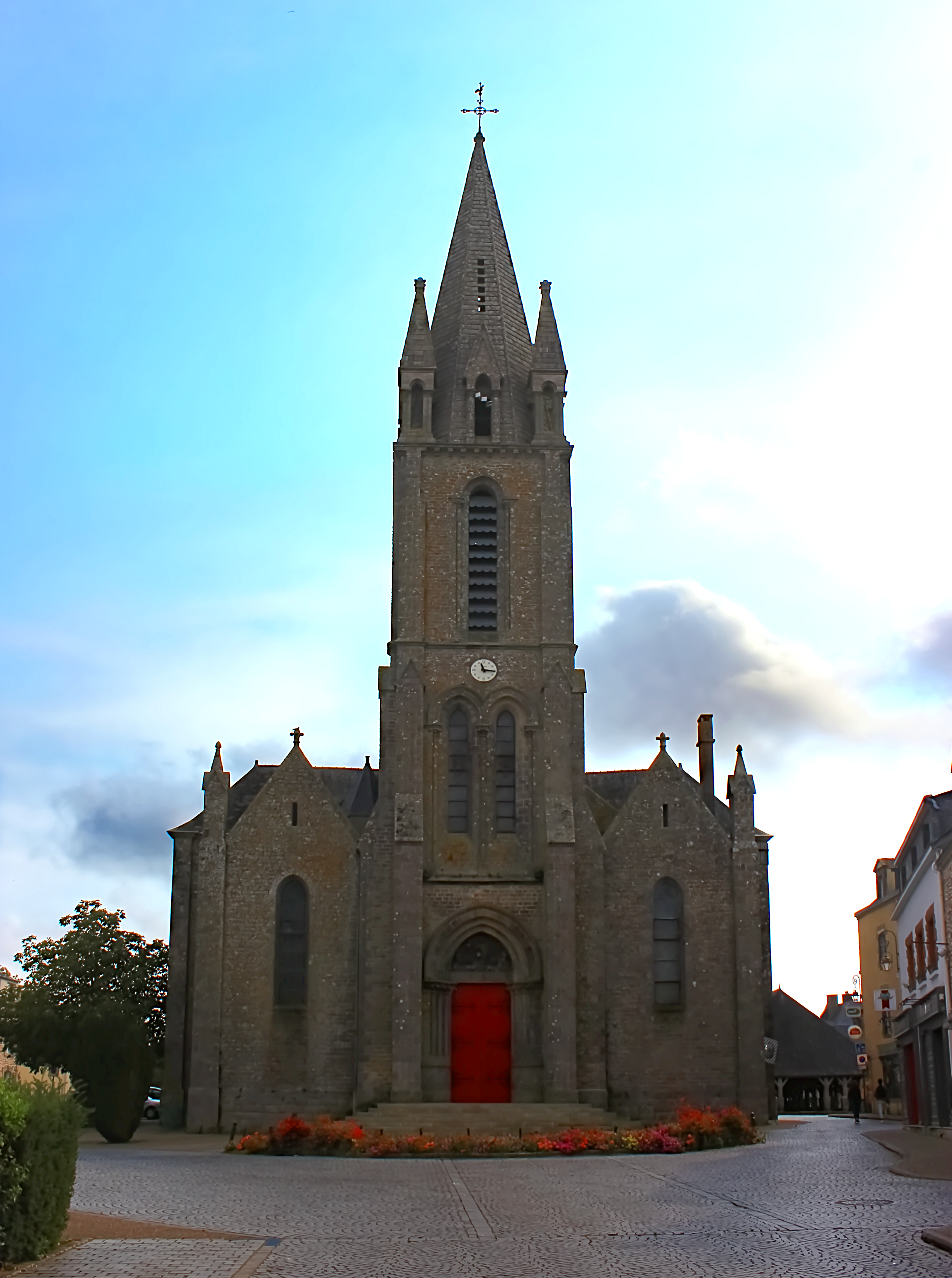
Kirche Saint-Pierre